# Dorfkirche Göschwitz

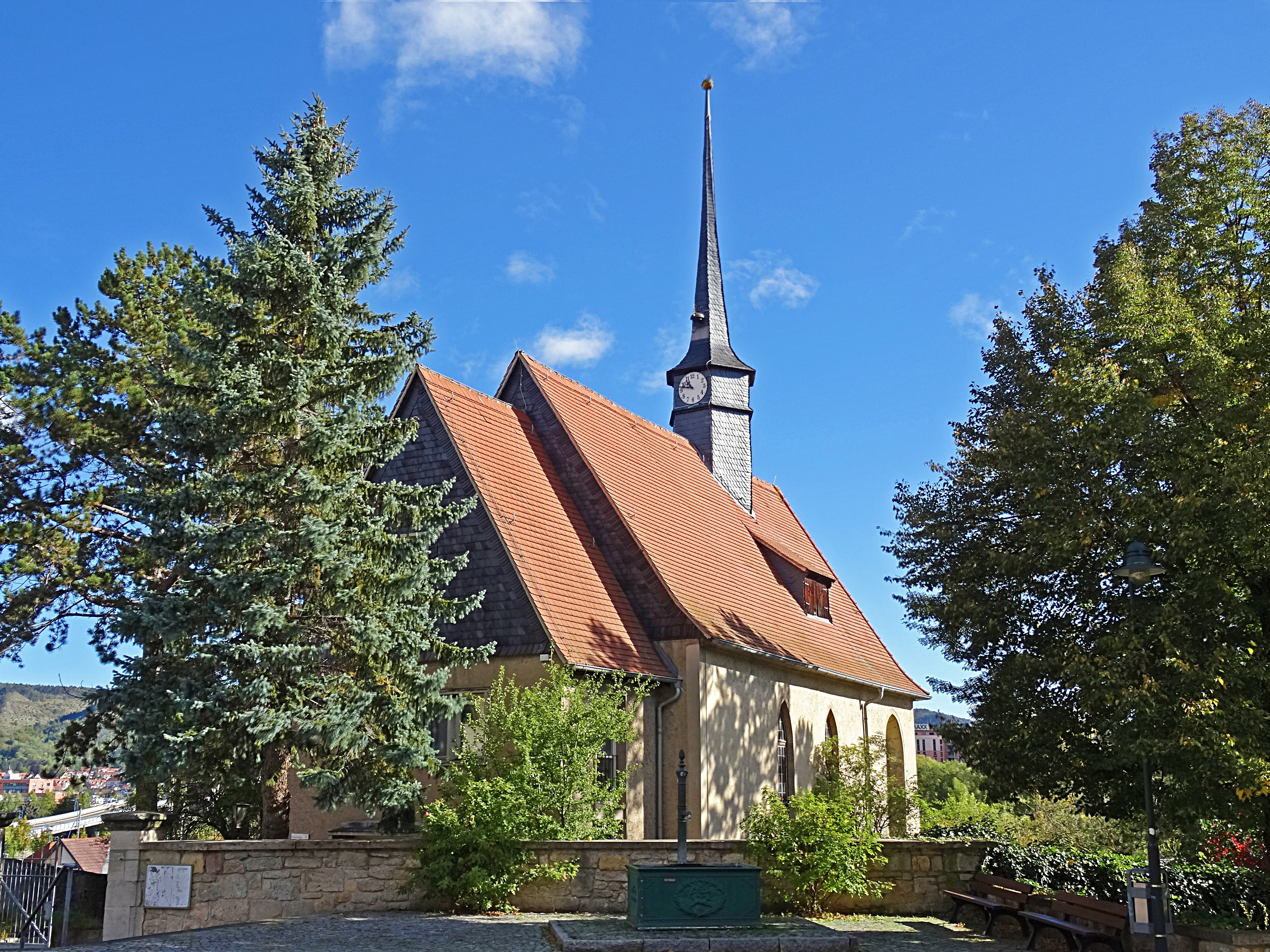
Ansicht von Westen (2020)

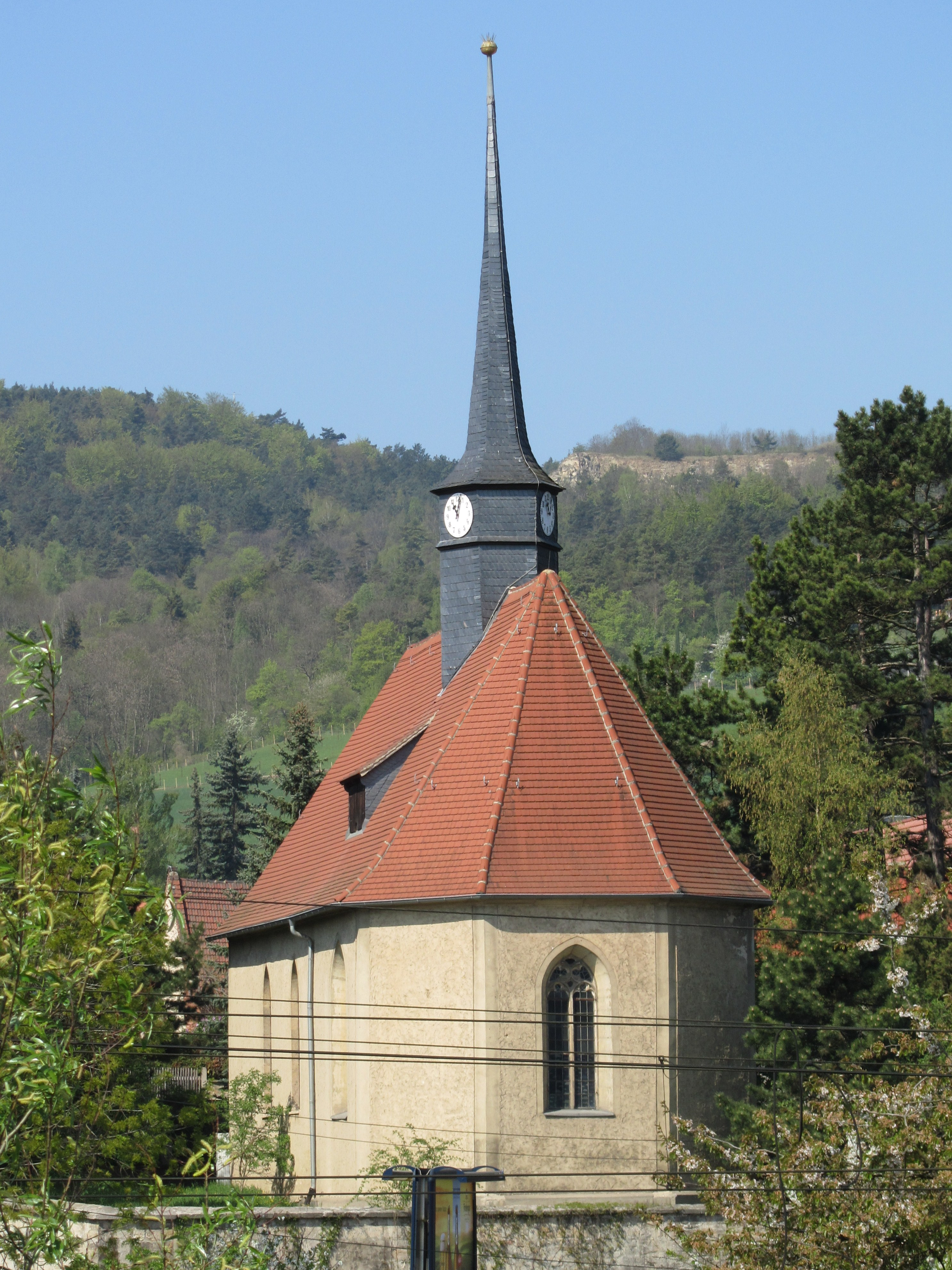
Die Kirche (2011)

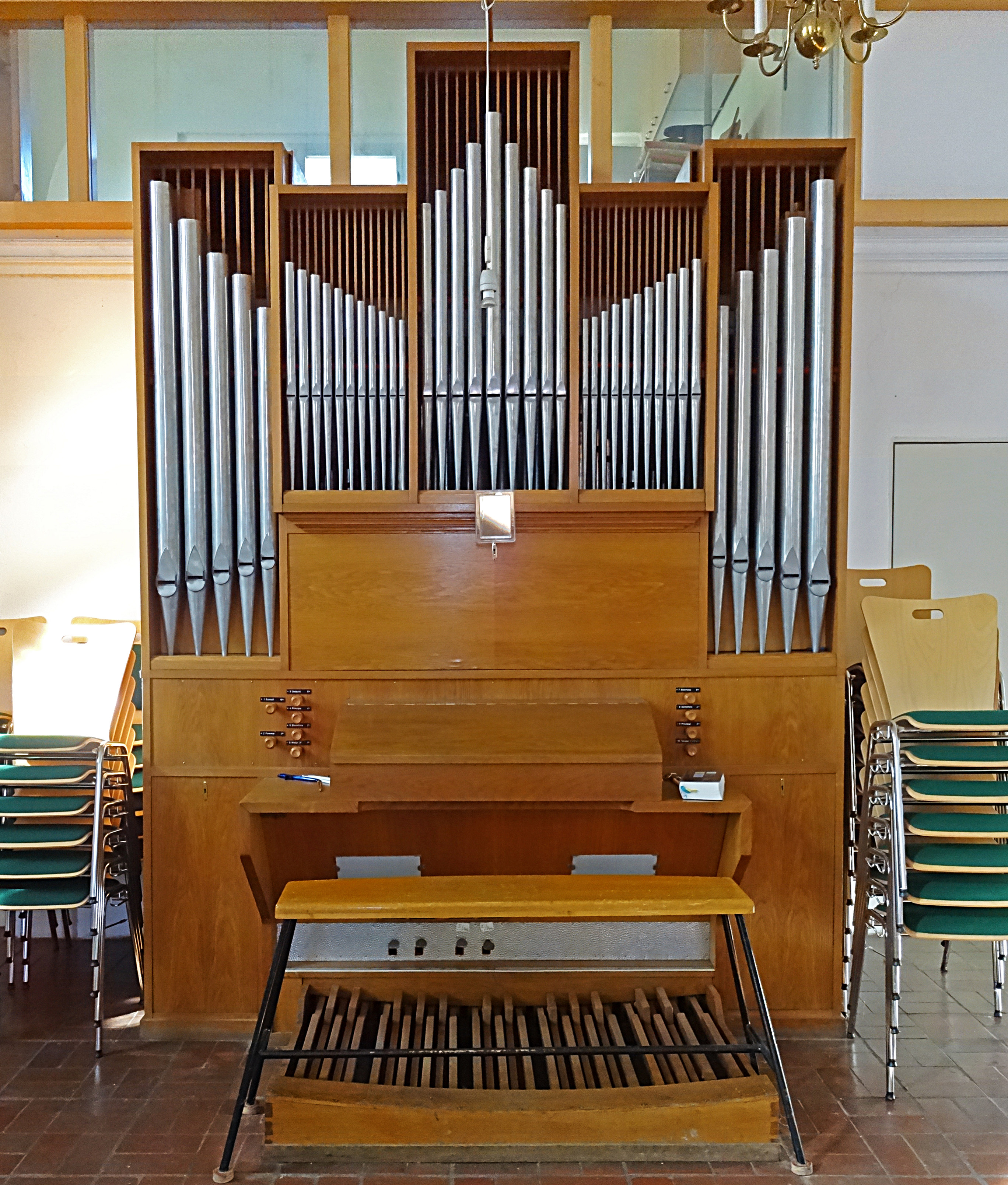
Die Böhm-Orgel

Die Dorfkirche Göschwitz steht im Stadtteil Göschwitz der Stadt Jena in Thüringen.

## Lage
Die Kirche Göschwitz befindet sich am Fuß eines Osthangs der Berge am westlichen Saaletal und der Bundesstraße 88 sowie der Bahnstrecke Berlin−München.

## Geschichte

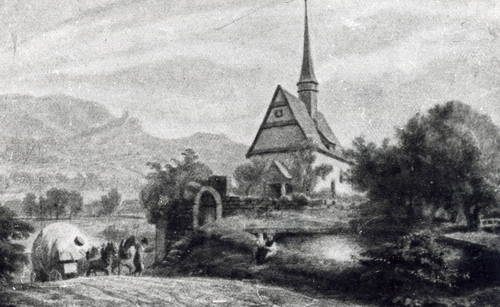
Die Dorfkirche in einem Aquarell von Carl Hummel (1860)

Die Geschichte der Kirche reicht bis in die frühe Missionierung der Umgegend. An dem Gotteshaus führte einst eine alte Handelsstraße vorbei. Die Kirche wurde erstmals 1510 urkundlich erwähnt und brannte 1743 nieder, 1752 erfolgte der Neuaufbau. Lange Zeit gehörte die Kirche zu Burgau.
Die gotischen Chorfenster im Vorraum der Kirchenhalle erinnern an diese frühe Zeit. Dort war einst der Haupteingang, der 1970 auf die Westseite mit dem Portal versetzt worden ist. Bei dieser Baumaßnahme erhielt die Kirche einen Vorbau mit Gemeinderaum im Obergeschoss, der sich zum Altarraum hin wie eine Empore öffnen lässt. Dabei wurden jedoch die 1752 über zwei Etagen errichteten Emporen entfernt. 1975 erhielt die Kirche eine Orgel aus der Werkstatt von Rudolf Böhm (Gotha). Das Gebäude wurde 2004 mit einer Heizung und einer Sanitäranlage ausgestattet und erhielt 2006 einen Treppenlift, der durch eine Spendensammlung des Göschwitzer Feuerwehrvereins finanziert wurde.